# Clout Cobain
Clout Cobain (stilizzato in CLOUT COBAIN | CLOUT CO13A1N) è un singolo del rapper statunitense Denzel Curry, pubblicato l'11 luglio 2018 dadlle etichette discografiche PH Recordings e Loma Vista Recordings come terzo estratto dal suo terzo album in studio Ta13oo. Il testo del brano verte sul suo rapporto con la fama. Sono inoltre presenti molte citazioni e riferimenti al Club 27 ed in particolar modo a Kurt Cobain. Il videoclip del brano, pubblicato lo stesso giorno dell'uscita del singolo, ha ricevuto il plauso universale da parte della critica di settore.

## Tracce
1. Clout Cobain – 3:51 (testo: Denzel Curry – musica: Julian Gramm, Mike Hector)

## Classifiche
| Classifica (2018)         | Posizione massima |
| ------------------------- | ----------------- |
| Stati Uniti (R&B/Hip-Hop) | 106               |